# Baden.fm
baden.fm ist ein privater Lokalradiosender mit Sitz in Freiburg im Breisgau. Er sendet für ganz Südbaden, von Achern über Offenburg, Titisee-Neustadt bis nach Lörrach und Waldshut-Tiengen. Der Sender kann auch in angrenzenden Gebieten des Elsass und der Schweiz, hier von Basel bis Zürich, über die UKW-Frequenz 106,0 MHz empfangen werden.

## Ausrichtung
Der Sender gibt als Kernzielgruppe die 30- bis 59-jährigen Menschen an. Das Musikformat besteht aus einem Mix aus bekannten Pop- und Rocksongs der 1980er, 1990er und 2000er Jahre sowie den aktuellen Hitsongs. baden.fm setzt inhaltlich auf lokale journalistische Inhalte aus der Kernregion (Stadtkreis Freiburg und Landkreise Breisgau-Hochschwarzwald und Emmendingen) sowie dem weiteren Sendegebiet (Landkreise Ortenau, Lörrach und Waldshut) aber auch aus der Nordschweiz und dem Elsass, wo der Sender ebenfalls empfangbar ist. Diese werden im gesamten Programm und vor allem in den Nachrichten jeweils zur vollen und halben Stunde abgebildet. Ferner gibt es Live-Übertragungen aller Spiele des SC Freiburg. Reporter ist seit 20 Jahren ununterbrochen der SC Freiburg-Experte Frank Rischmüller. Der Sender sponsert neben dem SC Freiburg noch den Bahlinger SC, den EHC Freiburg, den TuS Adelhausen, die USC Eisvögel sowie die ORSO Chor- und Orchestergesellschaft.
baden.fm ist eine Produktion der Funkhaus Freiburg GmbH & Co. KG, diese wiederum gehört zur Die Neue Welle Rundfunk-Verwaltungsgesellschaft mbH & Co. KG in Nürnberg, diese wiederum zur Müller Medien GmbH & Co. KG.

## Namensgeschichte
Der Sender hieß ab 1989 zunächst Radio FR1. 2003 wurde er in Antenne Südbaden, 2005 in 106.0 Antenne Südbaden umbenannt. Seit 2008 trägt er den Namen baden.fm.

## Programm
Der Sender erreicht unter der Woche mit seinem Programm 17.000 Hörer, samstags bis zu 23.000 Hörer und sonntags bis zu 19.000 Hörer in der Durchschnittsstunde.

### Nachrichten
Das Nachrichtenprogramm berichtet aus aller Welt ab, doch der Fokus liegt auf dem lokalen Raum. Es will den Hörern nicht nur Informationen über aktuelle Ereignisse, sondern auch ein Gefühl von Optimismus zu vermitteln. Die Nachrichten sollen so aufzubereitet sein, dass sie nicht nur die schlechten Ereignisse der Welt darstellen, sondern auch eine Quelle des Trostes und der Verbundenheit für die Zuhörer sind. Die Formulierungen und Berichterstattung in den Nachrichten sollen so gestaltet sein, dass sie ein Gefühl der Zusammengehörigkeit und Solidarität vermitteln, die Hörer auch emotional angesprochen werden.

### Serviceprogramm EVA
EVA (Event-driven Voice Articulation) ist ein Serviceprogramm, das im April 2022 von dem Radiosender baden.fm eingeführt wurde. Das System nutzt KI-Technologien, um Verkehrsinformationen, Wetterberichte und Blitzerdaten auszuwerten und für die Hörer bereitzustellen.
Zu Beginn nutzte EVA eine künstliche Computerstimme, um die Informationen zu präsentieren. Im Laufe der Zeit wurde die Stimme des Moderators Markus Schäfer immer besser nachgeahmt. Es soll jedoch erkennbar bleiben, dass die Informationen aus einer KI-gesteuerten Quelle stammen.

## Moderatoren
- Julica Goldschmidt
- Bernd Lennert
- Conny Ferrin
- Noah Schönberger
- Mariella Misquial
- Peter Helwig
- Markus Schäfer (auch Systemadministrator)
- Frank Rischmüller (Sportreporter)

## Frequenzen
| Sendestandort                | Frequenz  |
| ---------------------------- | --------- |
| Südbaden / Basel             | 106.0 MHz |
| Freiburg im Breisgau         | 94.7 MHz  |
| Freiburg (Ost) / Kirchzarten | 107.7 MHz |
| Titisee-Neustadt             | 106.6 MHz |

baden.fm ist in Baden-Württemberg über DAB+ auf dem Kanal 11b zu empfangen. Außerdem kann der Sender als Livestream im Internet, analog über Kabel und über die Amazon Echo Smartspeaker empfangen werden.